# Chūlāneh
Chūlāneh (persiska: چولانه) är en ort i Iran.   Den ligger i provinsen Khuzestan, i den västra delen av landet, 600 km sydväst om huvudstaden Teheran. Chūlāneh ligger 11 meter över havet och antalet invånare är 272.
Terrängen runt Chūlāneh är mycket platt. Runt Chūlāneh är det ganska glesbefolkat, med 38 invånare per kvadratkilometer. Närmaste större samhälle är Sūsangerd, 8,1 km nordost om Chūlāneh. Trakten runt Chūlāneh är ofruktbar med lite eller ingen växtlighet.